# Cacheu (Stadt)
Cacheu ist eine Stadt im Nordwesten Guinea-Bissaus mit 5674 Einwohnern. Sie ist Hauptstadt der gleichnamigen Region Cacheu.
Die Stadt ist Sitz des gleichnamigen Verwaltungssektors mit einer Fläche von 1004 km² und 18.563 Einwohnern (Stand 2007).

## Geografie
Cacheu liegt am Südufer des Rio Cacheu etwa 20 Kilometer vor dessen Mündung in den Atlantik. Die Stadt ist etwa 100 km nördlich von der Hauptstadt Bissau entfernt.

## Geschichte

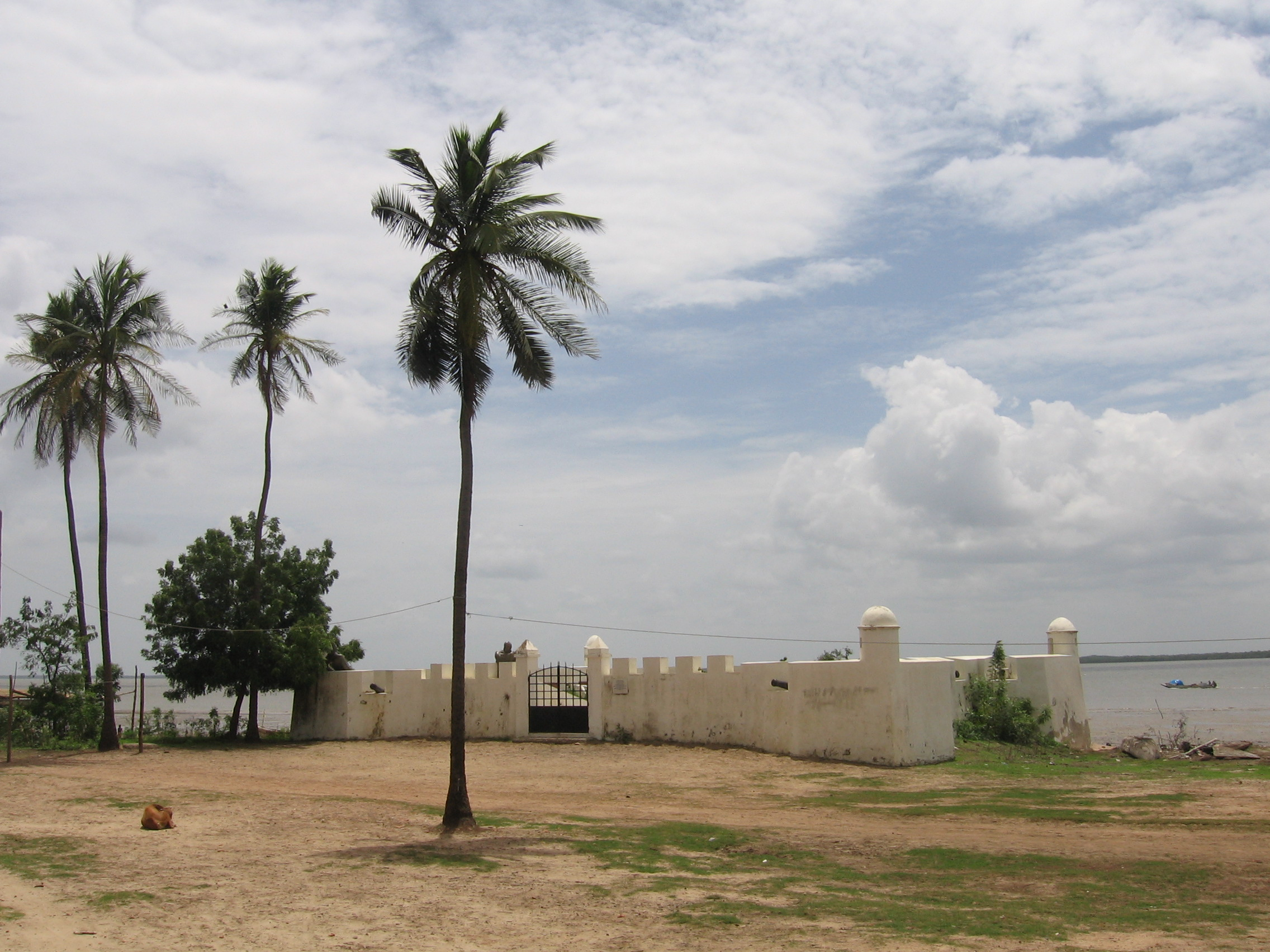
Die Festung von Cacheu

Der Ort wurde im Jahr 1588 zur ersten portugiesischen Faktorei in Guinea-Bissau, begünstigt durch den natürlichen tiefen Hafen und die Lage, die eine effiziente Kontrolle der breiten Flussmündung erlaubte. Von hier wurden Gold, Elfenbein und Gewürze, vor allem aber die vom Königreich Kaabu gelieferten Sklaven verschifft. Die Stadt blieb lange ein Zentrum des Sklavenhandels. Zu diesem Zweck wurde 1656 die Handelskompanie Companhia de Cacheu geschaffen.
Cacheu wurde von Kap Verde aus verwaltet, bis Guinea-Bissau 1879 als Portugiesisch-Guinea eigenständige portugiesische Kolonie wurde.
1913 wurde Cacheu zur Kleinstadt (Vila) erhoben.

## Kultur und Sehenswürdigkeiten

### Parque Natural dos Tarrafes do Rio Cacheu

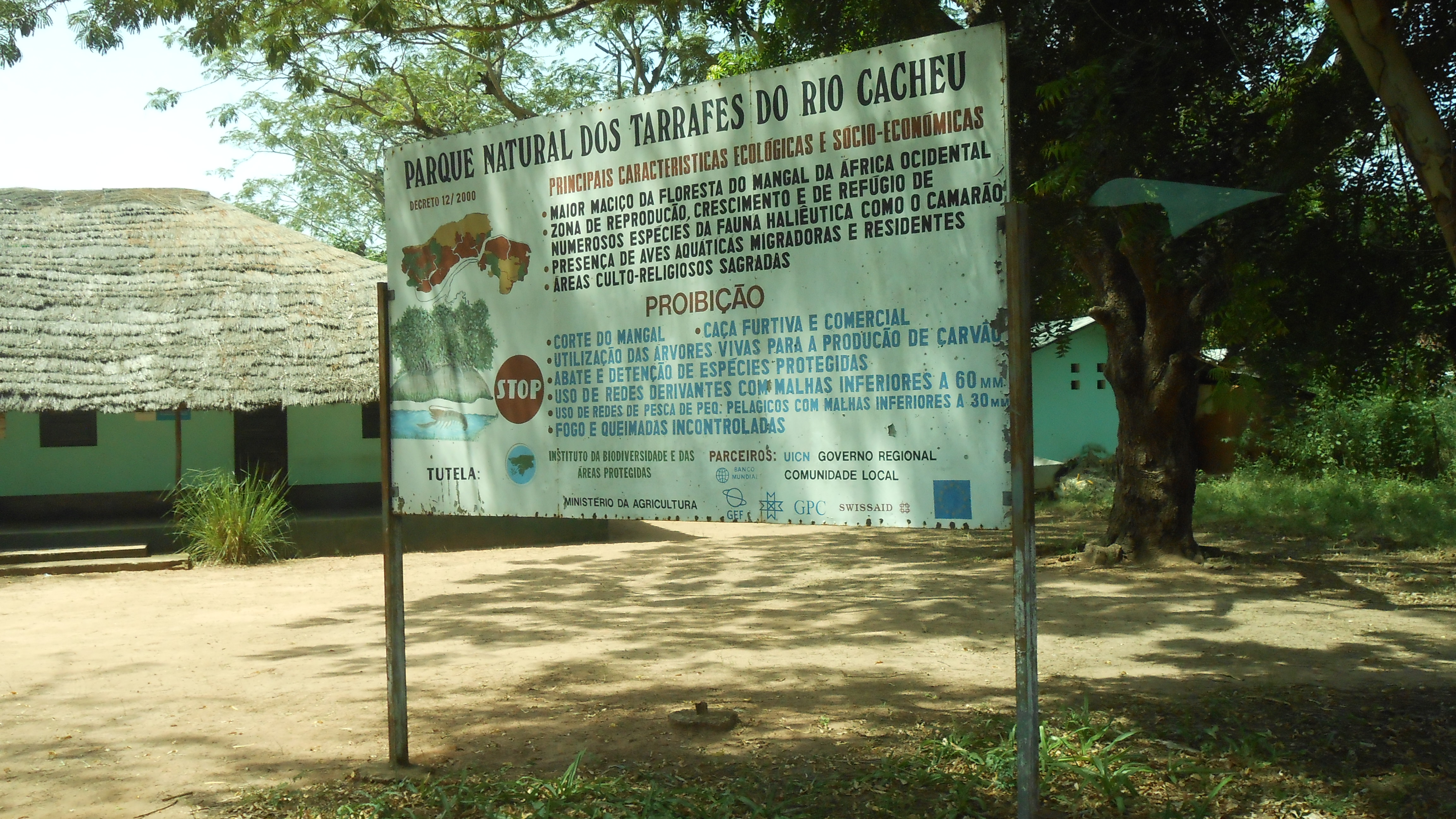
Informationstafel zum Naturpark an der Zugangsstraße vor Cacheu

Der im Jahr 2000 gegründete Naturpark Parque Natural dos Tarrafes do Rio Cacheu (kurz Tarrafes de Cacheu) umfasst 886,15 km², 68 % davon Mangrovenwälder, die als das größte zusammenhängende Mangrovengebiet Westafrikas gelten. Zur Erkundung werden unterschiedliche geführte Routen angeboten, die sich in Preis und Dauer unterscheiden.

### Projekt „Cacheu, caminho de escravos“

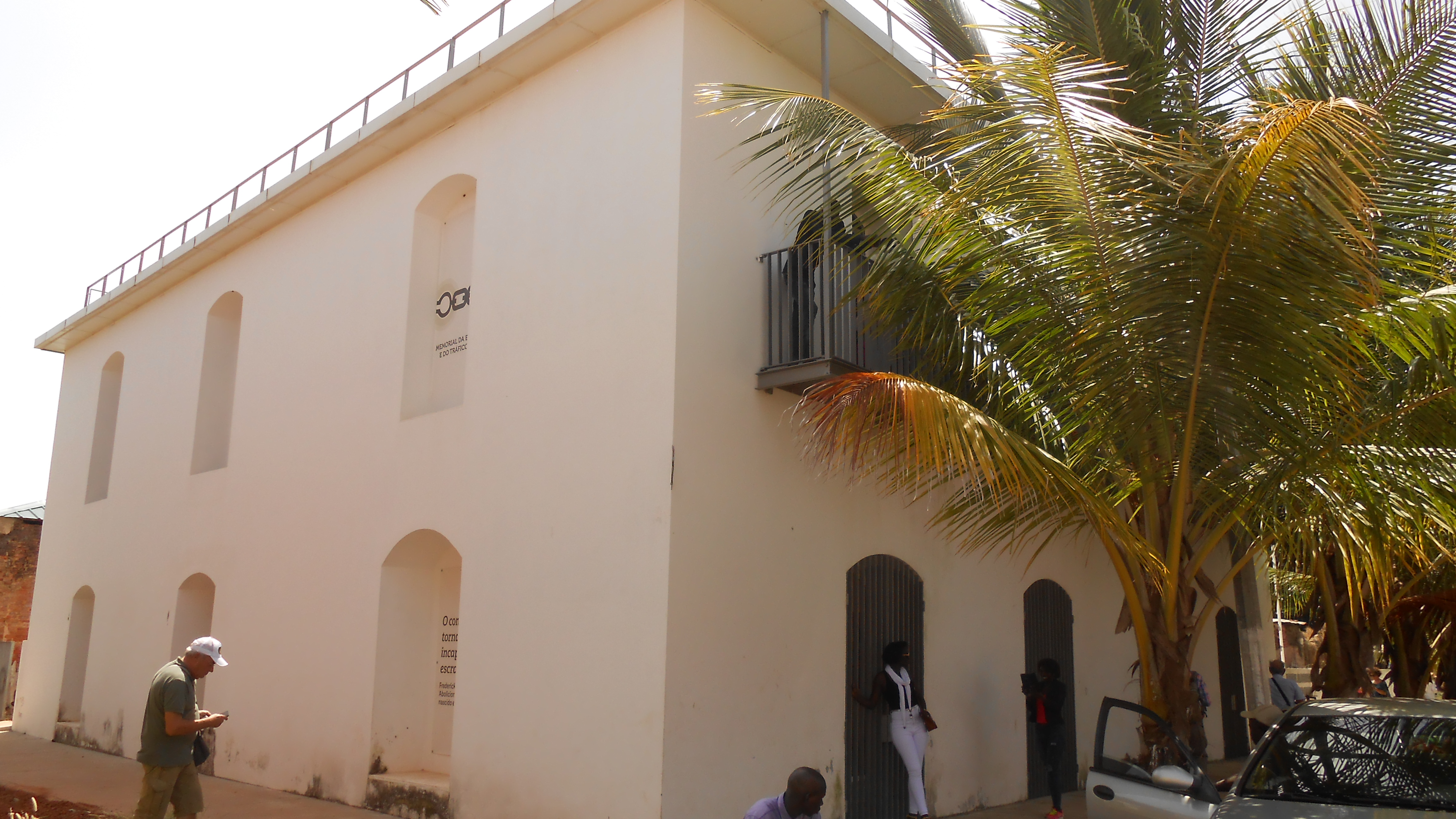
Das 2016 eröffnete Museum Memorial da Escravatura e do Tráfico Negreiro

Unter Mithilfe der portugiesischen NGO Acção para o Desenvolvimento und mit EU-Zuschüssen entsteht in Cacheu seit 2014 das Projekt Cacheu, caminho de escravos (portugiesisch für: Cacheu, der Weg der Sklaven). Das Programm hat einen Umfang von 577.000 Euro und wird zu 90 % von der EU finanziert. Neben der Erinnerung an den Sklavenhandel verfolgt das Projekt eine Reihe weiterer Ziele, insbesondere Kulturförderung, Erhalt historischer Bauten und überlieferter Traditionen, Friedensförderung durch interkulturellen Dialog und Bürgerbewusstsein, und die Förderung der lokalen Wirtschaft durch Kulturaktivitäten.
Wichtigster Teil des Projektes ist das Museum Memorial da Escravatura e do Tráfico Negreiro, im Juli 2016 unter Anwesenheit des guinea-bissauischen Kulturministers Tomás Barbosa eröffnet. Das unweit des historischen Verladehafens in einem restaurierten alten Handelshaus eingerichtete Museum zeigt die Geschichte des Sklavenhandels, bietet Veranstaltungen in eigenen Räumen und unterhält Einrichtungen für Wissenschaftliche Forscher.
Am 24. und 25. November 2017 fand das vierte Kulturfestival von Cacheu statt. Landesweit bekannte Musiker und regionale Musik- und Tanzgruppen, eine Moderatorin des brasilianischen Fernsehsenders TV Globo und Theatergruppen traten auf, und regionale Produkte der Landwirtschaft und des Kunsthandwerks wurden ausgestellt. Parallel fand im Sklavereimuseum eine Konferenz zur Bedeutung des Sklavenhandels für die Entstehung von Kreolsprachen und für die Verbreitung der traditionellen afrikanischen Tuchherstellung.
Im Rahmen des Projektes Cacheu, caminho de escravos werden auch Weiterbildungen für Jugendliche und Frauen durchgeführt und ein Hotel nahe dem Museum renoviert, um für Besucher erste Übernachtungsmöglichkeiten zu bieten.

### Baudenkmäler
Das 1588 errichtete, erstaunlich kleine portugiesische Fort ist gut erhalten. Es sind dort auch überlebensgroße Bronzestatuen portugiesischer Entdecker aus verschiedenen Orten Guinea-Bissaus untergebracht und ausgestellt, die im Laufe der Zeit beschädigt oder im Zuge des Entkolonialisierungseifers nach der Unabhängigkeit 1974 von ihren ursprünglichen Denkmälern entfernt wurden, im Einzelnen: Diogo Gomes, Nuno Tristão, Teixeira Pinto und Honório Barreto, 1813 hier geborener Gouverneur Cacheus.
Die kleine Wallfahrtskirche Santuário Nossa Senhora da Natividade war die erste Kirche, die die Portugiesen in Westafrika errichteten. Die einfache Kirche, von den ersten franziskanischen Missionaren 1660 errichtet, wird alljährlich im Dezember Ziel für zahlreiche Katholiken in Guinea-Bissau. Diese Wallfahrt gilt als bedeutendster Ausdruck der katholischen Religion in dem Land. Die Kirche bleibt die übrige Zeit verschlossen, kann jedoch auf Nachfrage in der benachbarten Polizeiwache besichtigt werden.
Am Hafen ist eine Säule auf einem kleinen Platz zu sehen. Das Denkmal wird dem Maler und Bildhauer Severo Portela zugeschrieben und wurde 1960 in Erinnerung an Heinrich den Seefahrer errichtet.

## Wirtschaft und Verkehr
Cacheu ist über eine vergleichsweise gute asphaltierte Straße mit der etwa 100 km südlich gelegenen Hauptstadt Bissau verbunden.
Eine kleine Fähre überquert den breiten Fluss Rio Cacheu, an dessen Südufer die Stadt liegt.

## Städtepartnerschaften
- Lissabon (seit 1988)
- Viana do Castelo (seit 1988)[10]

## Söhne und Töchter
- Rosa de Carvalho Alvarenga (1780er–1860er), Kauffrau und Sklavenhändlerin, Mutter von Honório Pereira Barreto
- Honório Pereira Barreto (1813–1859), portugiesischer Militär und Kolonialverwalter
- José Mário Vaz (* 1957), Politiker aus Guinea-Bissau